# Columbus, Ohio
Columbus je glavni i najveći grad američke savezne države Ohio. Godine 2007. imao je 747.755 stanovnika, čime je bio 15. grad po brojnosti u SAD-u. Osnovan je 1812. godine i nazvan po Kristoforu Kolumbu.
U Columbusu se nalazi jedno od najvećih sveučilišta u SAD-u, Ohio State University.

## Zemljopisne karakteristike
Columbus leži na ušću rijeke Olentangy u Rijeku Scioto, gotovo u samoj geografskoj sredini Ohioa, udaljen 227 km jugozapadno od Clevelanda, 191 km od Cincinnatia (sjeveroistočno) i 657 km od Washingtona.

## Povijest
Columbus je osnovan odlukom Kongresa države - Ohio - 14. veljače 1812. i nazvan po Kristoforu Kolumbu, kao budući glavni grad. Prije tog na tom mjestu nije postajalo nikakvo naselje, lokacija je izabrana, jer je bila u centru države (tad je to bila moda, da glavni grad bude u centru države). Još jedna stvar je išla u prilog te lokacije, - Rijeka Scioto, jer su u to vrijeme rijeke bile jedine prometnice.
Tako je novoizgrađeni Columbus 1816., službeno postao prijestolnica Ohija. Do grada je 1831. dospjela Državna cesta iz Baltimora, a nakon tog je 3. ožujka 1834. dobio status grada, kad je imao 3 500 stanovnika. Do Columbusa je dospjela željeznica - 1850.

## Vanjske poveznice
- Službena stranica (engl.)

### Ostali projekti
|  | Zajednički poslužitelj ima još gradiva o temi Columbus, Ohio |